# Cord
La Cord è stata una casa automobilistica statunitense attiva dal 1929 al 1937. La Cord diventò famosa per le innovazioni tecnologiche proposte sulle sue vetture e per la progettazione di modelli dalla linea aerodinamica e innovativa.

## Storia

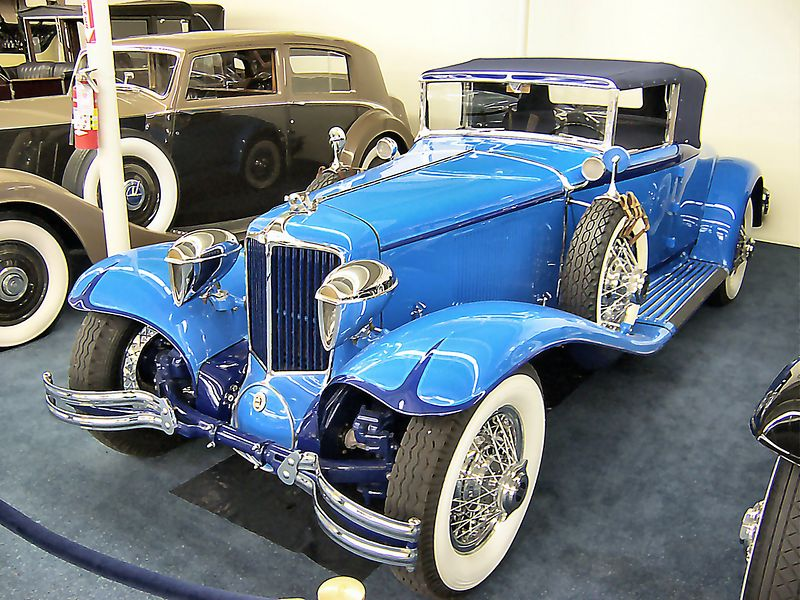
Una Cord L-29 del 1930

Venne fondata nel 1929 a Connersville, nell'Indiana, da Errett Lobban Cord, un imprenditore attivo nel campo dei trasporti che già possedeva le case automobilistiche Auburn e Duesenberg e la Lycoming Engines, che invece produceva motori. I modelli di autovettura Cord era materialmente prodotti dalla Auburn ed avevano motori Lycoming. Errett Lobban Cord fondò un nuovo marchio automobilistico con l'obiettivo di realizzare autovetture innovative da un punto di vista tecnologico e di design. Cord era infatti convinto che questi due aspetti fossero più che sufficienti per ritagliarsi uno spazio sul mercato e quindi per vendere vetture. All'atto pratico, quest'idea poi non funzionò e la Cord ebbe vita breve.
Fin dall'inizio le vetture Cord ebbero problemi di affidabilità, incluso il disinnesto frequente delle marce e la perdita di vapori di benzina e questo portò al raffreddamento degli entusiasmi iniziali. Sebbene molti degli acquirenti di vetture Cord apprezzassero la loro linea profilata e innovativa, le vendite calarono rapidamente.

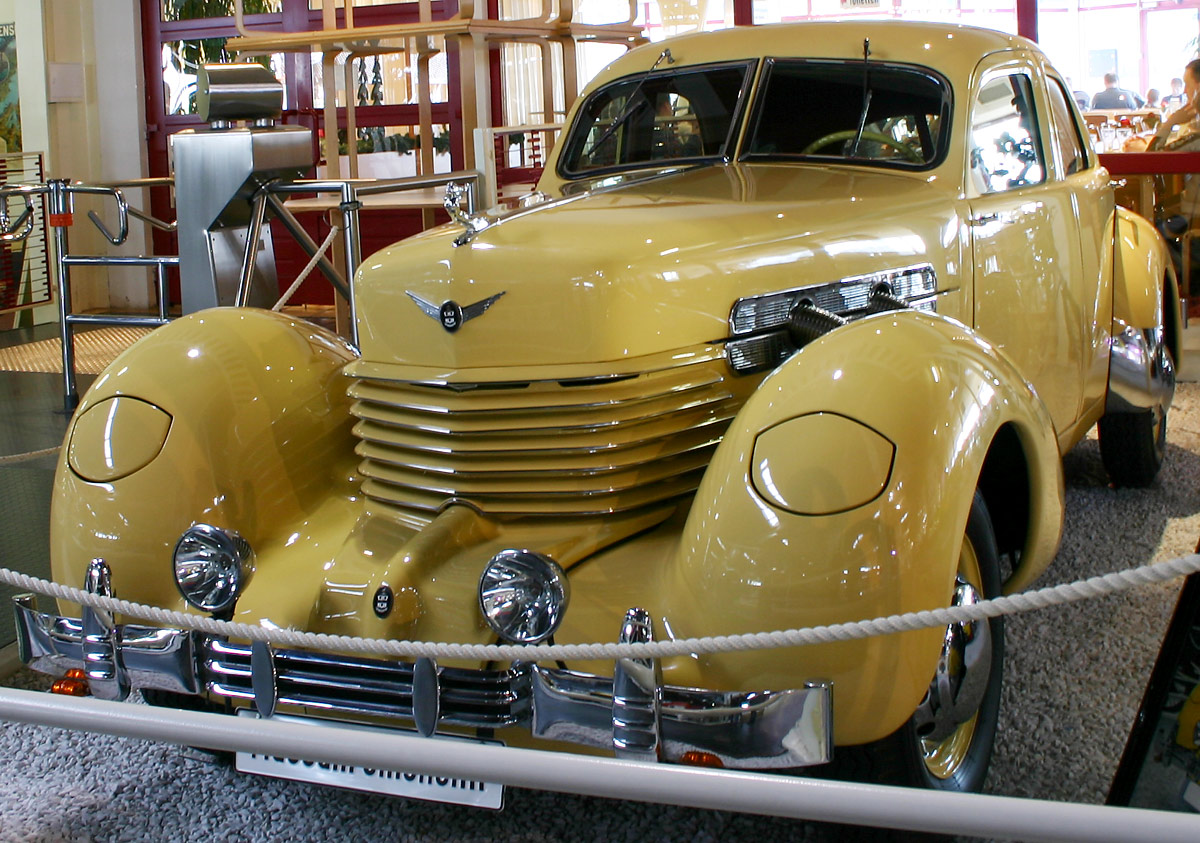
Una Cord 812 del 1937

Nel 1936 esemplari invenduti della Cord 810 furono rinumerati e venduti come modelli di Cord 812 nel 1937. Nello stesso anno la Auburn, dopo aver prodotto 3.000 di questi modelli, cessò la produzione di Cord ponendo fine alla storia del marchio statunitense. Nel 1938 fu preparato un prototipo di un nuovo modello che annoverava alcuni cambiamenti alla griglia del radiatore ed alla trasmissione. Questo prototipo, che non entrò mai in produzione di serie, è tuttora esistente. La Cord fu poi venduta alla Aviation Corporation.
Il design delle Cord 810/812 rimane uno dei più caratteristici del XX secolo. Nel 1996 la rivista American Heritage proclamò la Cord 810 la "più bella automobile americana". Un'eccellente collezione delle autovetture Cord è conservata al Cord Duesenberg Automobile Museum di Auburn, nell'Indiana.
Il tipico design delle Cord fu riproposto sul mercato nel 1940. Due piccole case automobilistiche, la Hupmobile e la Graham-Paige, provarono a far rivivere lo styling d'avanguardia delle Cord 810 ed 812, ma le loro berline a 4 porte, la Hupp Skylark e la Graham Hollywood, non ebbero mai un seguito degno di nota. I fari a scomparsa caratterizzarono i modelli e la potenza proveniva da un layout motore anteriore/trazione posteriore. La produzione cessò nell'autunno del 1940.
Tra il 1964 ed il 1970 furono fatti altri due tentativi di replicare lo stile originale di Gordon Buehrig (autore della linea delle Cord 810 e 812) per una produzione a tiratura limitata. Entrambe le compagnie erano di Tulsa, in Oklahoma, e cessarono presto la produzione per difficoltà finanziarie. La Cord 8/10 replica del 1966 era mossa dal motore della Chevrolet Corvair.

## Le innovazioni tecnologiche

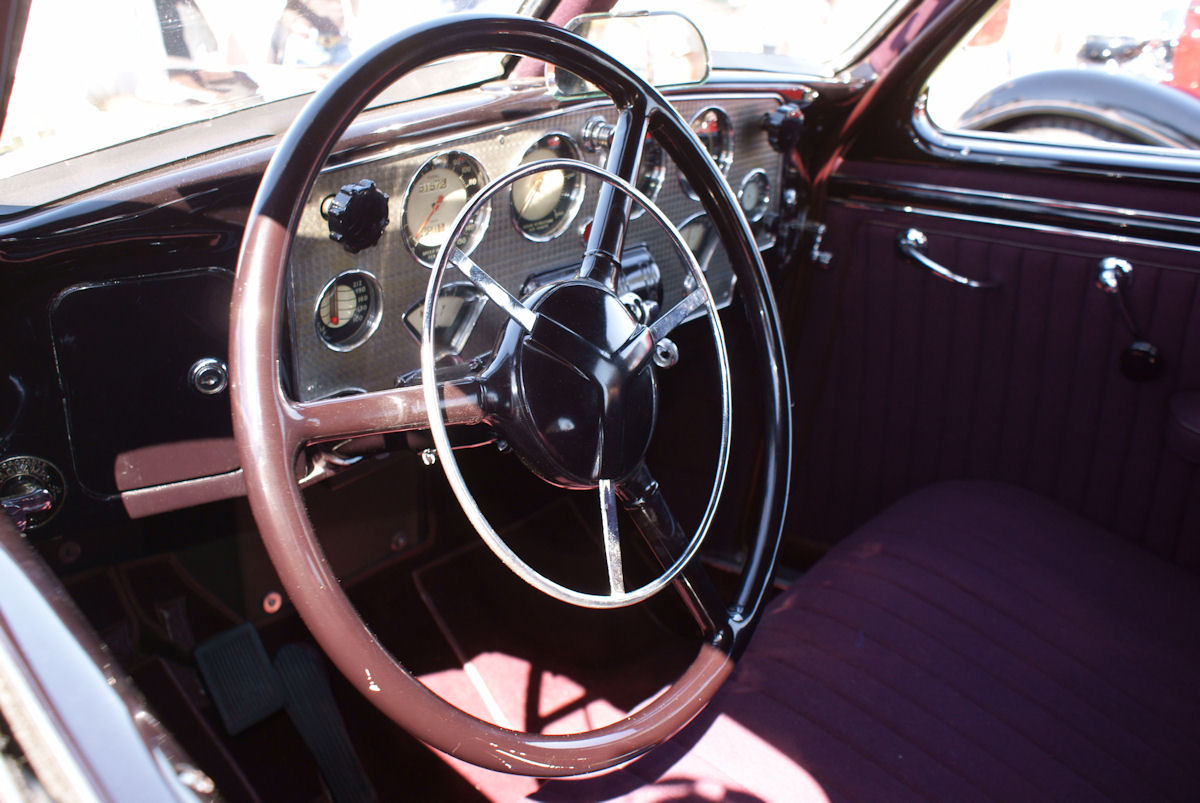
Gli interni di una Cord 812 del 1937

La  Cord L-29 fu la prima automobile a trazione anteriore a essere prodotta in serie a livello mondiale. La trazione anteriore diventò comune negli Stati Uniti solo negli anni ottanta, sebbene la Citroën l'avesse introdotta come standard nel 1934 con la Traction Avant; per quanto riguarda le case statunitensi, la Ford iniziò ad utilizzarla solo su alcuni modelli Taunus fabbricati in Germania negli anni '60, mentre la General Motors la introdusse sulla Oldsmobile Toronado nel 1966 e sulla Cadillac Eldorado nel 1967.
Altre innovazioni della Cord furono l'introduzione nel mercato statunitense (e tra i primi al mondo) della croce di rinforzo a "X" nel telaio, che funzionava come elemento antitorsionale. Sulle 810 e 812 furono innovativi i fari a scomparsa. 
Questi ultimi divennero comuni negli anni sessanta sebbene la DeSoto li avesse già utilizzati nel 1942. Per la progettazione della prima serie della Oldsmobile Toronado gli ingegneri della General Motors si ispirarono al design delle Cord e li inclusero.

## I modelli prodotti
La Cord durante il suo periodo d'attività produsse i seguenti modelli di autovettura:
- L-29 (prodotta dal 1929 al 1932)
- 810 (prodotta nel 1936)
- 812 (prodotta nel 1937)